# Lockheed A-12

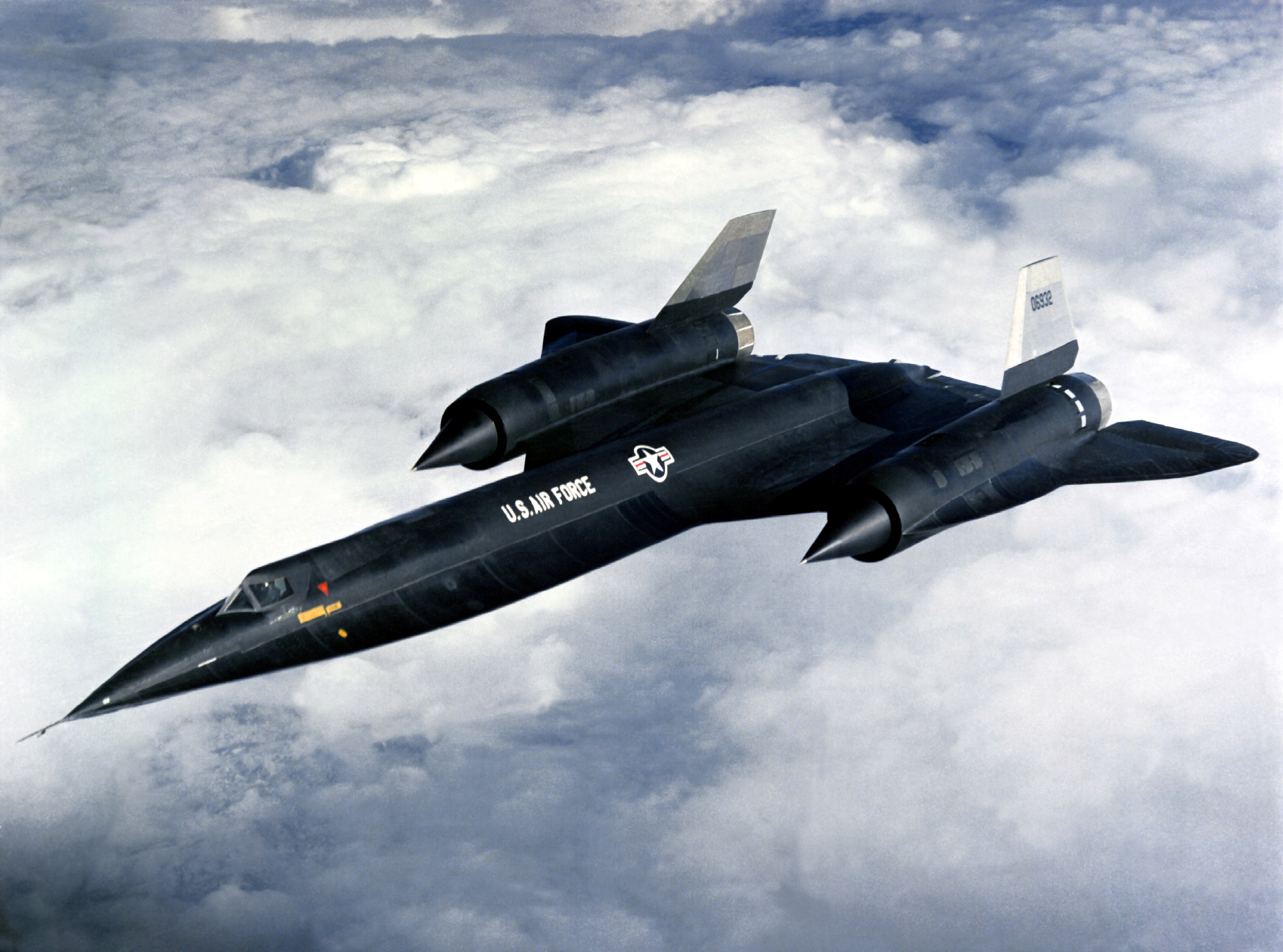
Lockheed A-12

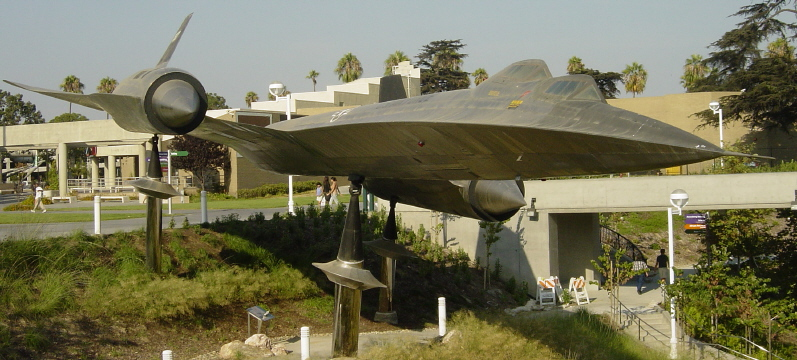
Enige tweepersoonsuitvoering van de A-12.

De Lockheed A-12 (codenaam “Oxcart”) was een eenpersoons verkenningsvliegtuig.
Het werd gebouwd door de Skunk Works van Lockheed in opdracht van de CIA. De A-12 werd geproduceerd van 1962 tot 1964, en was operationeel van 1963 tot 1968. Het toestel maakte zijn eerste vlucht in april 1962. Het was de voorloper van zowel de YF-12 onderscheppingsjager als de SR-71 Blackbird. De laatste missie van de A-12 werd gevlogen in mei 1968.

## Karakteristieken
- fabrikant: Lockheed
- gebruiker: CIA
- bewapening: geen

## Geschiedenis
Toen de U-2 ontwikkeld werd, wist men al dat luchtdoelraketten een bedreiging vormden. 
Men begon aan project Archangel (de U-2 was voortgekomen uit project Angel), met als doelstelling een vliegtuig te bouwen dat sneller was dan de raketten. 
De namen van elk ontwerp begon met een A, A-1 was het eerste, en A-12 was het definitieve ontwerp.